# Saison 4 du Monde incroyable de Gumball
Chronologie
Troisième saison Cinquième saison
La quatrième saison de la série d'animation britannico-américaine Le Monde incroyable de Gumball (The amazing World of Gumball) est originellement diffusée depuis le 7 juillet 2015 sur la chaîne télévisée américaine Cartoon Network. La saison se concentre sur les mésaventures de Gumball Watterson, un jeune chat anthropomorphe bleu de 12 ans, et de son frère adoptif, Darwin, un poisson rouge.

## Liste des épisodes
| No. épisode | No. dans la saison | Titres (français et original)                                             | Scénario | Date de diffusion                                                       | Date de diffusion  |
| --- | ------------------ | ------------------------------------------------------------------------- | --- | ----------------------------------------------------------------------- | ------------------ |
| 117 | 1                  | La Rentrée The Return                                                     | Ben Bocquelet, Louise Coats, Mic Graves, Andrew Jones, Ciaran Murtagh, Joe Parham, & Tobi Wilson | 17 juillet 2015                                                         | 9 novembre 2015    |
| C'est le premier jour de rentrée scolaire pour Gumball, Darwin et Anais, mais les trois ne sont pas là - et quand Richard découvre qu'il les a laissés dans un bal du centre commercial qui est sur le point d'être expédié dans un autre pays, Richard doit prouve qu'il est un bon père en emmenant ses enfants à l'école sans que Nicole le sache. Note: Bien qu'il ait été produit dans le cadre de la quatrième saison et qu'il soit appelé la première de la saison quatre sur TV Guide, l'épisode a été diffusé en tant que trente-huitième épisode de la saison trois aux États-Unis. |                    |                                                                           | |                                                                         |                    |
| 118 | 2                  | L'Ennemi The Nemesis                                                      | Ben Bocquelet, Louise Coats, Mic Graves, Timothy Mills, Joe Parham, & Jess Ransom | 31 juillet 2015                                                         | 16 novembre 2015   |
| L'ennemi juré de Gumball et de Darwin Rob tente toujours de se venger d'eux en l'abandonnant dans la dimension des erreurs du monde, mais quand toutes ses tentatives échouent, Gumball et Darwin décident de l'aider et finissent par mener Rob à concocter un plan pour inonder toute la ville. |                    |                                                                           | |                                                                         |                    |
| 119 | 3                  | La Bande The Crew                                                         | Ben Bocquelet, Louise Coats, Mic Graves, Tim Mills, Joe Parham, Richard Preddy, Jess Ransom, & Tobi Wilson | 3 août 2015                                                             | 11 décembre 2015   |
| Gumball et Darwin décident de rejoindre l'équipe des seniors, composée de Marvin (la fève à la gelée rouge), Betty (le tableau vert), et Donald (le carré à carreaux), après avoir déterminé qu'ils sont les plus "hardcore" d'Elmore, mais ils se mettent dans la tête quand ils pensent que Marvin veut que la souris soit morte pour avoir quitté l'équipage. Note: Au Royaume-Uni et sur des plateformes numériques telles qu'iTunes, Amazon Prime et Hulu Plus, l'épisode se termine avec le Donut Sheriff en train de capturer Marvin alors que ce dernier essaie d'expliquer qu'il n'est pas armé. Les versions montrées sur la plupart des canaux de Cartoon Network et l'application Cartoon Network terminent l'épisode avec Marvin, Betty et Donald entourés par la police dans le bassin après le départ de Gumball et Darwin. |                    |                                                                           | |                                                                         |                    |
| 120 | 4                  | Les Autres The Others                                                     | Nathan Auerbach, Daniel Berg, Ben Bocquelet, Louise Coats, Timothy Mills, & Joe Parham | 10 août 2015                                                            | 18 décembre 2015   |
| Quand Gumball et Darwin apprennent qu'Anais est en huitième année et qu'Elmore Junior High a plus d'élèves que ceux qu'ils rencontrent habituellement, le spectacle se transforme en un drame adolescent appelé Le Pseudo Monde de Clare sur une mopey, une fille aux cheveux verts nommée Clare Cooper dit au revoir à ses amies avant de s'éloigner, et Gumball et Darwin continuent à se planter dans l'histoire de Clare pour qu'ils puissent lui donner une fin heureuse. |                    |                                                                           | |                                                                         |                    |
| 121 | 5                  | La Signature The Signature                                                | Nathan Auerbach, Daniel Berg, Ben Bocquelet, Louise Coats, & Tobi Wilson | 17 août 2015                                                            | 7 janvier 2016     |
| Quand Richard apprend que Mamie Jojo a l'intention d'épouser Louie (qu'elle fréquente depuis "Les Hommes" de la saison 3), il décide de ne pas devenir son beau-père en l'adoptant comme l'un des enfants. Les choses deviennent plus collantes quand Louie trompe Nicole en étant adoptée comme sa fille et le père biologique de Richard, un rat nommé Frankie, revient pour tromper Richard en lui signant la maison. |                    |                                                                           | |                                                                         |                    |
| 122 | 6                  | Le Chèque The Check                                                       | Nathan Auerbach, Daniel Berg, Ben Bocquelet, Louise Coats, Jess Ransom, & Tobi Wilson | 31 août 2015                                                            | 14 janvier 2016    |
| Gumball, Darwin et Anaïs sont ravis lorsque Grand-père Louie leur donne un chèque de 5000 $, mais la famille se bat bientôt pour savoir comment le dépenser. |                    |                                                                           | |                                                                         |                    |
| 123 | 7                  | La Terreur The Pest                                                       | Ben Bocquelet, Tobi Wilson, Jess Reasom, Lousie Coats, Daniel Berg, Nathan Auerbach & Joe Parham | 25 septembre 2015                                                       | 21 janvier 2016    |
| Gumball et Darwin aident Anaïs quand elle est harcelée par Billy Parham, qui est toujours endolori à cause de la rupture de leur amitié. |                    |                                                                           | |                                                                         |                    |
| 124 | 8                  | La Vente The Sale                                                         | Nathan Auerbach, Daniel Berg, Ben Bocquelet, Louise Coats, Joe Parham, & Tobi Wilson | 28 septembre 2015                                                       | 28 janvier 2016    |
| Gumball et Darwin sont écrasés pour apprendre que M. Robinson vend sa maison et s'éloigner, et quand ils tentent de faire durer leurs derniers moments ensemble, le duo décide de saboter la vente. |                    |                                                                           | |                                                                         |                    |
| 125 | 9                  | Le Cadeau The Gift                                                        | Ben Bocquelet, Mark Evans, Louise Coats, Joe Parham, Daniel Berg, Nathan Auerbach, & Tobi Wilson | 3 octobre 2015                                                          | 11 février 2016    |
| C'est l'anniversaire de Masami, et les élèves d'Elmore Junior High courent pour lui offrir le cadeau parfait, car le père de Masami est à la tête de L'Usine Ac-En-Ciel et si sa fille n'a pas un super cadeau, leurs familles pourraient s'enfuir. |                    |                                                                           | |                                                                         |                    |
| 126 | 10                 | Le Parking The Parking                                                    | Nathan Auerbach, Daniel Berg, Ben Bocquelet, Louise Coats, Mic Graves, Joe Parham & Tobi Wilson | 4 octobre 2015                                                          | 18 février 2016    |
| Lors d'une journée passée au Centre Commercial d'Elmore, les Watterson se battent pour trouver une place de parking. |                    |                                                                           | |                                                                         |                    |
| 127 | 11                 | La Routine The Routine                                                    | Ben Bocquelet, Louise Coats, Nathan Auerbach, Daniel Berg, Andrew Jones, Ciaran Murtagh, Tom Neenan, Andy Wolton, Joe Parham & Tobi Wilson                                                                                   | 5 octobre 2015                                                          | 11 mars 2016       |
| Le voyage de Richard au magasin pour trouver de la mayonnaise pour la nuit de burger de la famille se transforme en une quête de style Conan le barbare où il s'affronte contre le père de Tina Rex, M. Rex. |                    |                                                                           | |                                                                         |                    |
| 128 | 12                 | L'Actualisation The Upgrade                                               | Ben Bocquelet, Mic Graves, Louise Coats, Nathan Auerbach, Daniel Berg, Joe Parham & Tobi Wilson | 19 octobre 2015                                                         | 4 avril 2016       |
| Gumball et Darwin mettent à jour Bobert le robot - et découvrent que son nouveau système d'exploitation est plein d'applications buggées et inutiles et qu'il est sujet à se planter. |                    |                                                                           | |                                                                         |                    |
| 129 | 13                 | La BD The Comic                                                           | Ben Bocquelet, Louise Coats, Benjamin Balisteri, Ben Joseph, Greg White, Tobi Wilson & Vaughn Tada | 26 octobre 2015                                                         | 11 avril 2016      |
| Sarah G. Lato (la fille du cône de glace de "Les Pulls" et "L'Admiratrice" qui dessine obsessionnellement le fan art de Gumball et Darwin) crée une bande dessinée de Gumball comme un superhéros nommé Cœur de Feu, incitant Gumball à agir comme un dans la vraie vie. |                    |                                                                           | |                                                                         |                    |
| 130 | 14                 | Le Romantique The Romantic                                                | Nathan Auerbach, Daniel Berg, Ben Bocquelet, Louise Coats, Joe Parham & Tobi Wilson | 9 novembre 2015                                                         | 18 avril 2016      |
| Craignant d'être malade de lui à cause d'un emoji manquant sur son message, Gumball envoie Penny dans une quête romantique pour ranimer leur amour, qui se transforme en catastrophe lorsque Penny se perd dans les bois. |                    |                                                                           | |                                                                         |                    |
| 131 | 15                 | Les Vidéos The Uploads                                                    | Ben Bocquelet, Louise Coats, Nathan Auerbach, Daniel Berg, Andrew Jones, Ciaran Murtagh, Joe Parham & Tobi Wilson | 16 novembre 2015                                                        | 26 avril 2016      |
| Gumball et Darwin deviennent accro à regarder Elmore Stream (la version de YouTube de l'émission) et les téléspectateurs regardent les différentes vidéos en ligne que les résidents d'Elmore ont téléchargées sur Internet. |                    |                                                                           | |                                                                         |                    |
| 132 | 16                 | Le Stagiaire The Apprentice                                               | Ben Bocquelet, Louise Coats, Phil Whelans, Daniel Berg, Nathan Auerbach, Mic Graves & Tobi Wilson | 11 décembre 2015 (en ligne) 7 janvier 2016 (télé)                       | 2 mai 2016         |
| Gumball écrit avec Patrick Fitzgerald (le père de Penny) alors que Patrick se prépare à présenter les plans d'un nouvel hôpital au PDG de Chanax - et finit par le lier à un jeu de golf avec le PDG. Note: Bien que l'épisode s'appelle « Le Stagiaire », l'annonce vocale dit « L’Apprenti ». |                    |                                                                           | |                                                                         |                    |
| 133 | 17                 | Le Câlin The Hug                                                          | Ben Bocquelet, Louise Coats, Andrew Jones, Ciaran Murtagh & Tobi Wilson | 18 décembre 2015 (en ligne) 14 janvier 2016 (Dclogo_15_ans.PNG)         | 9 mai 2016         |
| Pour prouver à Darwin qu'il peut être imprévisible, Gumball décide de câliner la première personne qu'il voit - un hot-dog anthropomorphe - et Gumball finit dans sa tête quand lui et Mister Hot-Dog ne peuvent pas s'arrêter de se cogner. |                    |                                                                           | |                                                                         |                    |
| 134 | 18                 | La Méchante The Wicked                                                    | Ben Bocquelet, Mic Graves, Louise Coats, Timothy Mills, Nathan Auerbach, Joe Parham & Tobi Wilson | 31 décembre 2015 (en ligne) 21 janvier 2016 (Disney_Channel_10_ans.jpg) | 16 mai 2016        |
| Darwin tente de prouver à Gumball que l'épouse de M. Robinson, Margaret, est une bonne personne sous ses tendances sociopathe destructrices, mais quand Darwin voit à quel point Margaret est malfaisante. Et, le duo décide de l'attraper en train de commettre de grands vols de voiture. |                    |                                                                           | |                                                                         |                    |
| 135 | 19                 | Le Traître The Traitor                                                    | Ben Bocquelet, Guillaume Cassuto, Daniel Berg, Nathan Auerbach, Joe Parham & Tobi Wilson | 3 janvier 2016 (en ligne) 28 janvier 2016 (Disney_Channel_avec_NRJ.png) | 23 mai 2016        |
| Quand Alan aurait abandonné la date du dîner de Gumball avec lui, Gumball est désespéré de le traquer et de lui faire payer sa trahison, seulement pour apprendre qu'Alan emmène sa mère, Jessica, à l'hôpital pour une greffe d'organe. |                    |                                                                           | |                                                                         |                    |
| 136 137 | 2021               | Les Origines The OriginsLes Origines, Deuxième Partie The Origins: Part 2 | Ben Bocquelet, Mic Graves, Louise Coats, Daniel Berg, Nathan Auerbach, Joe Parham & Tobi WilsonBen Bocquelet, Mic Graves, Louise Coats, Andrew Jones, Ciaran Murtagh, Daniel Berg, Nathan Auerbach, Joe Parham & Tobi Wilson | 15 février 2016                                                         | 30 mai 2016        |
| Dans ce premier épisode d'une demi-heure, un Gumball de quatre ans devient trop difficile à gérer pour les jeunes parents, Nicole et Richard, alors ils lui achètent un poisson rouge, mais après les six premiers meurent de négligence, de bêtise et incidents malheureux, Richard trouve un spécial dans une camionnette rouge ombragée qui se lie avec Gumball sur le plan spirituel. Cela est mis à l'épreuve lorsque Darwin se retrouve dans les toilettes et doit traverser un nouveau monde effrayant pour rentrer chez lui. |                    |                                                                           | |                                                                         |                    |
| 138 | 22                 | L'Amoureuse The Girlfriend                                                | Ben Bocquelet, Mic Graves, Louise Coats, Joe Parham, Tobi Wilson, Nathan Auerbach & Daniel Berg | 22 février 2016                                                         | 9 juin 2016        |
| Après avoir vu Alan et Carmen bondir pendant son intimidation au déjeuner, Jamie décide qu'elle a besoin d'un amour... et a les yeux sur Darwin. |                    |                                                                           | |                                                                         |                    |
| 139 | 23                 | Les Conseils The Advice                                                   | Ben Bocquelet, Mic Graves, Louise Coats, Joe Parham, Tobi Wilson, Nathan Auerbach & Daniel Berg | 14 avril 2016                                                           | 16 juin 2016       |
| M. Small pense qu'il n'a pas inspiré les enfants d'Elmore Junior High, alors Gumball et Darwin tentent de remonter le moral... et finissent par causer du chaos et de mettre la plupart des étudiants (et des professeurs) à l'infirmerie de l'école (et d'autres à l'hôpital) après avoir suivi les conseils inutiles de M. Small. |                    |                                                                           | |                                                                         |                    |
| 140 | 24                 | Le Signal The Signal                                                      | Ben Bocquelet, Mic Graves, Joe Parham, Andrew Jones, Ciaran Murtagh & Tobi Wilson | 28 avril 2016                                                           | 23 juin 2016       |
| De mystérieuses interruptions de satellites qui affectent Elmore causent une tension entre Gumball et Darwin, tandis que Richard doit se séparer de son téléviseur lorsqu'il ne peut pas le réparer. |                    |                                                                           | |                                                                         |                    |
| 141 | 25                 | Le Parasite The Parasite                                                  | Ben Bocquelet, Nathan Auerbach, Daniel Berg, Guillaume Cassuto & Tobi Wilson | 9 mai 2016                                                              | 30 juin 2016       |
| Darwin et Gumball découvrent qu'Anais a fait un autre nouvel ami (un canard nommé Jodie), mais, après avoir lu son journal et l'avoir vue interagir avec Jodie, ils commencent à soupçonner que la nouvelle amie d'Anais l'utilise. NOTE: Sur la plupart des canaux Cartoon Network et sur l'application Cartoon Network, cet épisode a été diffusé sans sa carte de titre. Sur Hulu Plus, l'épisode est diffusé avec sa carte titre. |                    |                                                                           | |                                                                         |                    |
| 142 | 26                 | L'Amour The Love                                                          | Ben Bocquelet, Tobi Wilson, Andrew Jones, Ciaran Murtagh & Joe Parham | 16 mai 2016                                                             | 4 juillet 2016     |
| Après Bobert, le robot avoue à Gumball et Darwin qu'il est tombé amoureux, un numéro musical et une série de vignettes illustrent ce qu'est l'amour et comment les gens d'Elmore l'expriment. |                    |                                                                           | |                                                                         |                    |
| 143 | 27                 | Le Malaise The Awkwardness                                                | Ben Bocquelet, Guillaume Cassuto, Nathan Auerbach, Daniel Berg, Joe Parham & Tobi Wilson | 23 mai 2016                                                             | 11 juillet 2016    |
| Un simple passage au magasin pour le ketchup amène Gumball à rencontrer à nouveau Mister Hot-Dog (de "Le Câlin") et à essayer de s'éloigner de lui. |                    |                                                                           | |                                                                         |                    |
| 144 | 28                 | Le Nid The Nest                                                           | Ben Bocquelet, Guillaume Cassuto, Nathan Auerbach, Daniel Berg & Tobi Wilson | 30 mai 2016                                                             | 18 juillet 2016    |
| Les résidents d'Elmore disparaissent, et la cause de ces disparitions pourrait être plus proche de chez eux que ne le pensent les Wattersons. |                    |                                                                           | |                                                                         |                    |
| 145 | 29                 | Les Points The Points                                                     | Ben Bocquelet, Joe Parham, Tobi Wilson, Nathan Auerbach & Daniel Berg | 6 juin 2016                                                             | 1er août 2016      |
| Gumball et Darwin font des tâches pour Tobias (qui alimente actuellement sa dépendance à jouer à des jeux en ligne avec des achats à la bibliothèque de l'école) dans l'espoir de gagner des points pour de l'argent. |                    |                                                                           | |                                                                         |                    |
| 146 | 30                 | Le Bus The Bus                                                            | Ben Bocquelet, Mic Graves, Joe Parham, Nathan Auerbach, Daniel Berg & Tobi Wilson | 13 juin 2016                                                            | 8 août 2016        |
| Rocky passe délibérément devant l'école et ramasse quatre pirates de l'air (Principal Brown, Richard, le père de Tobias Harold, et le père d'Alan) qui tiennent tout le monde en otage, mais l'intrigue tourne mal quand ils révèlent qu'ils ont une valise explosive, l'argent de la rançon qu'ils exigent est réel, et la police est en fait après eux. |                    |                                                                           | |                                                                         |                    |
| 147 | 31                 | La Nuit The Night                                                         | Ben Bocquelet, Guillaume Cassuto, Nathan Auerbach, Daniel Berg, Joe Parham & Tobi Wilson | 20 juin 2016                                                            | 15 août 2016       |
| La lune examine les rêves et les cauchemars des résidents d'Elmore. |                    |                                                                           | |                                                                         |                    |
| 148 | 32                 | Les Malentendus The Misunderstandings                                     | Ben Bocquelet, Tobi Wilson, Andrew Jones, Ciaran Murtagh & Joe Parham | 27 juin 2016                                                            | 22 août 2016       |
| Gumball a un malentendu avec Penny sur l'endroit où se rencontrer lors d'un déjeuner - et sa course vers le centre commercial mène à une série de malentendus avec tous ceux qu'il rencontre. |                    |                                                                           | |                                                                         |                    |
| 149 | 33                 | Les Racines The Roots                                                     | Ben Bocquelet, Tobi Wilson, Nathan Auerbach, Daniel Berg & Joe Parham | 4 juillet 2016                                                          | 1er septembre 2016 |
| Après avoir vu un triste regard de Darwin sur un aquarium à l'animalerie du centre commercial, Nicole et le reste de la famille pensent que Darwin est mécontent de vivre sur terre et essaie de le reconnecter avec ses racines de la mer. |                    |                                                                           | |                                                                         |                    |
| 150 | 34                 | La Faute The Blame                                                        | Ben Bocquelet, Louise Coats, Guillaume Cassuto, Nathan Auerbach, Daniel Berg, Joe Parham & Tobi Wilson | 11 juillet 2016                                                         | 15 septembre 2016  |
| Après que Billy Parham ait cessé de jouer à des jeux vidéo pour la première fois de sa vie, sa mère, Felicity, propose de bannir tous les jeux vidéo et encourage les enfants d'Elmore à les lire, mais les enfants se défendent la littérature est pleine de moments violents et moralement douteux. |                    |                                                                           | |                                                                         |                    |
| 151 | 35                 | La Claque The Slap                                                        | Ben Bocquelet, Joe Parham, Joe Markham, John Sheerman & Tobi Wilson | 18 juillet 2016                                                         | 22 septembre 2016  |
| Après que Gumball apprenne que Tobias frappe les fesses de tout le monde qu'il salue (et que Gumball est la seule personne à qui il ne l'a pas fait), Gumball devient obsédé par le fait que Tobias le gifle dans les fesses. |                    |                                                                           | |                                                                         |                    |
| 152 | 36                 | La Détective The Detective                                                | Ben Bocquelet, Tobi Wilson, Nathan Auerbach, Daniel Berg & Joe Parham | 1er août 2016                                                           | 4 octobre 2016     |
| Dans cette émission d'émissions de télévision policières procédurales (en particulier True Detective), Anaïs enquête sur le cas de sa poupée Daisy le Petit Âne disparue. |                    |                                                                           | |                                                                         |                    |
| 153 | 37                 | La Fureur The Fury                                                        | Ben Bocquelet, Mic Graves, Louise Coats, Nathan Auerbach, Daniel Berg, Guillaume Cassuto, Joe Parham & Tobi Wilson | 15 août 2016                                                            | 11 octobre 2016    |
| Alors qu'elle emmène ses enfants à l'école, Nicole est réunie avec un vieux rival et karaté kohai, Yuki Yoshida (la mère de Masami), qui veut la combattre, mais Nicole refuse... jusqu'à ce que Yuki menace de la renvoyer chez elle. Animation animée par : Studio 4° C |                    |                                                                           | |                                                                         |                    |
| 154 | 38                 | La Compilation The Compilation                                            | Ben Bocquelet, Rikke Asbjorn, James Hamilton, James Huntrods, Joe Markham, John Sheerman & Tobi Wilson | 22 août 2016                                                            | 18 octobre 2016    |
| Dans cette pièce d'accompagnement de "Les Vidéos" (et parodie de shows blooper), les vidéos virales les plus populaires d'Elmore sont présentées dans le cadre d'une série intitulée The Best of Elmore StreamIt. |                    |                                                                           | |                                                                         |                    |
| 155 | 39                 | L'Arnaque The Scam                                                        | Ben Bocquelet, Joe Parham, Nathan Auerbach, Daniel Berg, Guillaume Cassuto & Tobi Wilson | 14 septembre 2016                                                       | 25 octobre 2016    |
| Dans cet hommage à Ghostbusters et Halloween spécial, Gumball effraie l'école en pensant qu'un monstre nommé Gargaroth hante l'endroit, puis recrute Carrie et Darwin (qui a le béguin pour Carrie) comme exterminateurs de fantômes afin d'escroquer tout le monde dans Elmore de leur bonbon. Les choses deviennent collantes, cependant, lorsque Gargaroth s'avère être réel et prend le contrôle de l'école. Note: Bien que cet épisode soit considéré comme faisant partie de la quatrième saison (et diffusé comme tel dans d'autres pays comme la France, le Canada et le Royaume-Uni), il a été diffusé en octobre sur Cartoon Network en Amérique. Un épisode d'Halloween. |                    |                                                                           | |                                                                         |                    |
| 156 | 40                 | Le Désastre (Partie 1) The Disaster (Part 1)                              | Ben Bocquelet, Joe Parham, Andrew Jones, Ciaran Murtagh & Tobi Wilson | 5 septembre 2016                                                        | 9 décembre 2016    |
| Première partie de deux. Rob achète une télécommande universelle de la même camionnette rouge ombragée vue dans "Le Toutou" et "Les Origines: Première Partie" et l'utilise pour contrôler Elmore et ruiner la vie de Gumball juste avant de le bannir dans le Néant. Mais alors que Gumball plonge dans son destin, la télécommande entre avec lui et Gumball appuie sur le bouton de rembobinage pour sortir - pour finir par retourner au début... |                    |                                                                           | |                                                                         |                    |